# Zeitenwende-Rede

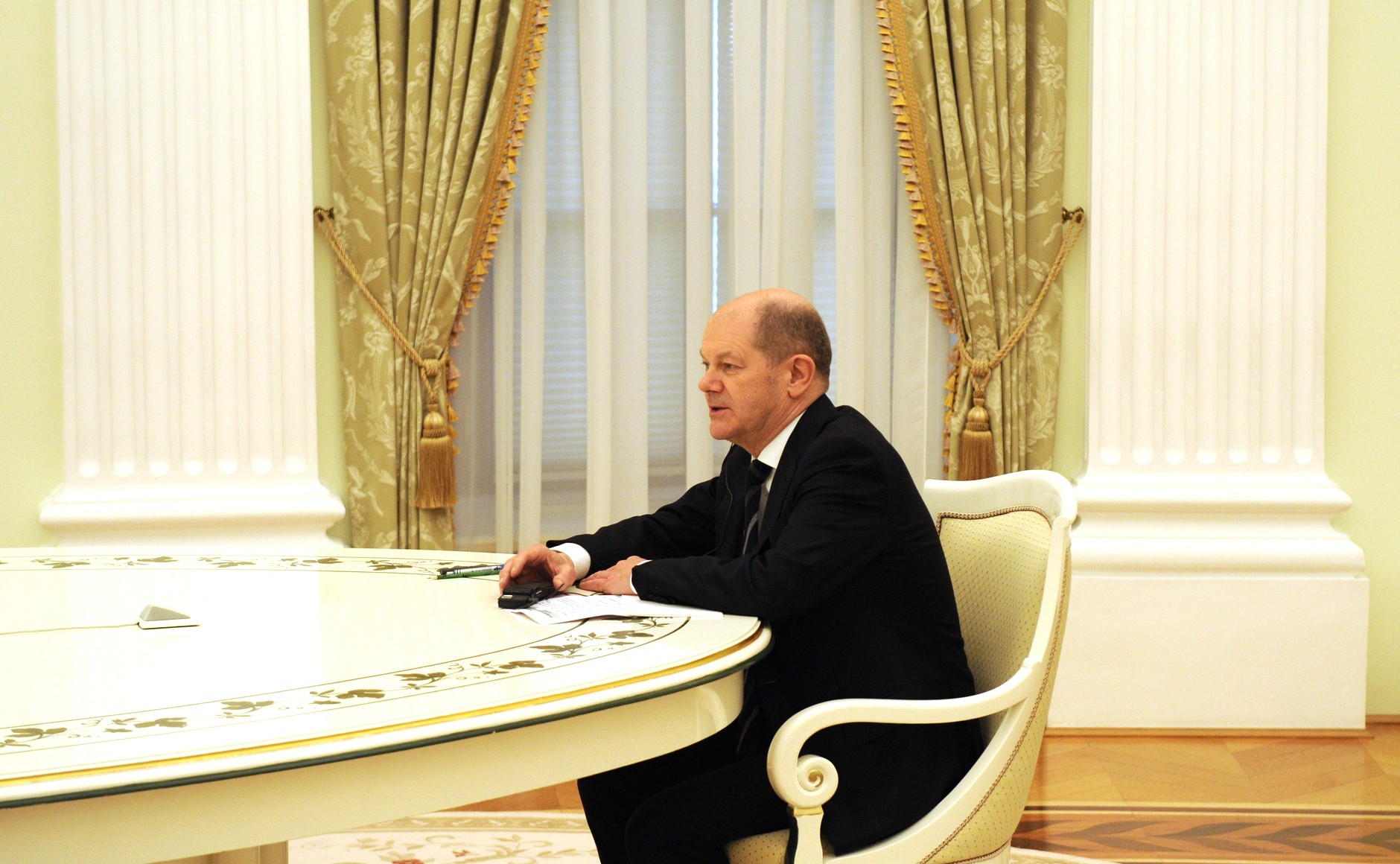
Olaf Scholz am 15. Februar 2022 am Verhandlungstisch mit Putin in Moskau, zwölf Tage vor seiner Zeitenwende-Rede

Die Zeitenwende-Rede am 27. Februar 2022 war eine Regierungserklärung des deutschen Bundeskanzlers Olaf Scholz vor dem zu einer Sondersitzung zusammengekommenen Deutschen Bundestag anlässlich des drei Tage zuvor begonnenen russischen Überfalls auf die Ukraine.

## Hintergrund
In den 1960er und 1970er Jahren betrugen die Verteidigungsausgaben der Bundesrepublik Deutschland noch deutlich über 20 Prozent des Gesamthaushaltes und gingen ab diesem Zeitpunkt stetig zurück. Im Jahr 2011 wurden nach der Finanzkrise die Verteidigungsausgaben unter Bundeskanzlerin Angela Merkel um sechs Prozent gekürzt. Als Folge der Sparmaßnahmen wurden Truppengattungen wie die Heeresflugabwehrtruppe aufgelöst und Ersatzteile teilweise nicht mehr nachbestellt. Im Jahr 2014 erreichte der Verteidigungshaushalt mit 32,4 Milliarden Euro einen Tiefstand. Auf dem Gipfel in Wales im September 2014 beschloss die NATO als Reaktion auf die Annexion der Krim 2014 durch Russland, dass die Mitgliedsstaaten bis zum Jahr 2025 zwei Prozent ihres Bruttoinlandproduktes für Verteidigung ausgeben werden. Der Verteidigungshaushalt wurde im Anschluss langsam gesteigert und lag Anfang 2022 bei knapp unter 1,5 Prozent.
Im Januar 2022 veröffentlichte das Bundesministerium der Verteidigung die so genannte „Einsatzbereitschaft der Hauptwaffensysteme“, nach der die Quote der Einsatzfähigkeit auf 77 Prozent gestiegen sei. Der Bundeswehrverband sah die Quote im Jahr 2020 hingegen bei maximal 50 Prozent.
Mit dem Einmarsch russischer Truppen in die Ukraine begann am 24. Februar 2022 der größte Krieg in Europa seit dem Zweiten Weltkrieg.
Noch am 15. Februar 2022 war Scholz nach Moskau gereist, um die Sorgen des russischen Präsidenten Wladimir Putin vor einem NATO-Beitritt der Ukraine zu entkräften und lehnte die Lieferung von Waffen an die Ukraine ab. Am 24. Februar marschierten russische Truppen in die Ukraine ein und eskalierten den 2014 ausgebrochenen russisch-ukrainischen Krieg. Am selben Tag schrieb der Inspekteur des Heeres, Generalleutnant Alfons Mais, auf der Plattform LinkedIn, die Bundeswehr stehe „mehr oder weniger blank da […] Wir haben es alle kommen sehen und waren nicht in der Lage, mit unseren Argumenten durchzudringen, die Folgerungen aus der Krim-Annexion zu ziehen und umzusetzen“. Am Abend wandte sich Scholz in einer Fernsehansprache an die Bevölkerung.
Seine Rede im Reichstagsgebäude am 27. Februar 2022, einem Sonntag, dauerte von 11:07 bis 11:36 Uhr. Anschließend folgte eine Aussprache. Das Plenum und die Regierungsbank waren gut gefüllt. Auf der Ehrentribüne saßen der ehemalige Bundespräsident Joachim Gauck sowie der damalige ukrainische Botschafter Andrij Melnyk. Die Sitzung war auf Verlangen des Bundeskanzlers gemäß Artikel 39 Absatz 3 des Grundgesetzes angesetzt worden.
Christian Doktor, der Chefredenschreiber von Scholz, war verantwortlich für das Verfassen der Zeitenwende-Rede; auf ihn geht auch die Verwendung des Begriffs Zeitenwende zurück.

## Inhalte
Der Begriff Zeitenwende war das zentrale Motiv der Rede. Sie begann mit dem Satz: 

„Der 24. Februar 2022 markiert eine Zeitenwende in der Geschichte unseres Kontinents.“

Im Verlauf der Rede betonte Scholz erneut:

„Wir erleben eine Zeitenwende. Und das bedeutet: Die Welt danach ist nicht mehr dieselbe wie die Welt davor.“

Im Weiteren beschrieb Scholz fünf Handlungsaufträge:
- Die Unterstützung der Ukraine in ihrer verzweifelten Lage
- Putin vom Kriegskurs abbringen
- Verhindern, dass Putins Krieg auf andere Länder in Europa übergreift
- Die eigene Verteidigungsfähigkeit herstellen
- Eine Zäsur der deutschen Außenpolitik

Zur Verteidigungsfähigkeit formulierte Scholz, dass Putin ein russisches Imperium errichten wolle und Deutschland Fähigkeiten brauche, um dieser Bedrohung zu begegnen. Deutschland müsse daher mehr in die Sicherheit investieren, was „eine große nationale Kraftanstrengung“ sei. Ziel sei „eine leistungsfähige, hochmoderne, fortschrittliche Bundeswehr, die uns zuverlässig schützt“. Scholz kündigte an, dafür ein Sondervermögen Bundeswehr einzurichten; der Bundeshaushalt 2022 werde dieses „einmalig mit 100 Milliarden Euro ausstatten“ und die Mittel „für notwendige Investitionen und Rüstungsvorhaben“ nutzen. Deutschland werde „von nun an Jahr für Jahr mehr als 2 Prozent des Bruttoinlandsprodukts“ in seine Verteidigung investieren. Als besondere Investitionsschwerpunkte nannte er die Eurodrohne, die Anschaffung der bewaffneten Heron-Drohnen aus Israel, die Befähigung des Eurofighters zur elektronischen Kampfführung sowie die Beschaffung des Kampfflugzeuges F-35.
Die Rede endete mit den Sätzen: 

„Und ich danke allen, die in diesen Zeiten mit uns einstehen für ein freies und offenes, gerechtes und friedliches Europa. Wir werden es verteidigen.“

## Anschließende Aussprache
In der anschließenden Aussprache sagte der Vorsitzende der größten Oppositionsfraktion, Friedrich Merz, der Bundesregierung die Unterstützung der CDU/CSU-Fraktion im Deutschen Bundestag zu. Wenn Scholz eine umfassende Ertüchtigung der Bundeswehr wolle, werde die Union auch gegen Widerstände den Weg mit dem Bundeskanzler gehen. Er warnte aber, das von Scholz angekündigte Sondervermögen bedeute zunächst neue Schulden. Wie man diese neuen Schulden aufnehme und möglicherweise in der Verfassung verankere, das gehe „nicht allein mit einer Regierungserklärung am Sonntagmorgen zu machen. Darüber müssen wir dann in Ruhe und im Detail sprechen.“
Der Bundesminister der Finanzen Christian Lindner (FDP) betonte, der laufende Betrieb der Bundeswehr müsse aus den normalen Haushalten unter Achtung der Schuldenbremse finanziert werden. Eine jahrelange Vernachlässigung der Bundeswehr aber könne man so nicht korrigieren. Deshalb solle es ein Sondervermögen geben. Es handele sich dabei allerdings nicht um Schulden, sondern „in Wahrheit natürlich [um] Kredite“; diese seien in der aktuellen Weltlage „Investitionen in die Freiheit“.
Für die Fraktion Die Linke lehnte deren Vorsitzende Amira Mohammed Ali das geplante Sondervermögen ab: „Dieses Hochrüsten, diese Militarisierung, die können und werden wir als Linke nicht mittragen.“

## Einordnung
Die Zeitenwende ist sowohl Zustandsbeschreibung als Einschnitt in der Geschichte Europas als auch Beschreibung für einen außen- und sicherheitspolitischen Kurswechsel. Dieser Kurswechsel bezieht sich vor allem auf das Verhältnis Deutschlands und seiner europäischen und transatlantischen Bündnispartner zur Russischen Föderation. Der russische Angriffskrieg auf die Ukraine führt zu einem Ende der Phase der Entspannungspolitik, die nach dem Fall der Mauer und der Auflösung der Sowjetunion eingeleitet wurde. Mit ihm sind neue Bedrohungsszenarien von globalem Ausmaß verbunden. Der Begriff Zeitenwende wurde zum häufig gebrauchten politischen Schlagwort und zum Wort des Jahres 2022 erklärt. Bundestag und Bundesrat beschlossen im Juni 2022 das 100-Milliarden-Euro-Sondervermögen für die Bundeswehr und verankerten es mit 2/3-Mehrheit unter Zustimmung der oppositionellen CDU/CSU im Grundgesetz. Wolfgang Schmidt, Chef des Bundeskanzleramtes, erklärte 2024 in einem Interview, die Zeitenwende sei kein politisches Programm, das zu konkreten Maßnahmen führen sollte, sondern sei lediglich eine Zustandsbeschreibung der Ereignisse gewesen.